# Náměstí Republiky (Pilsen)

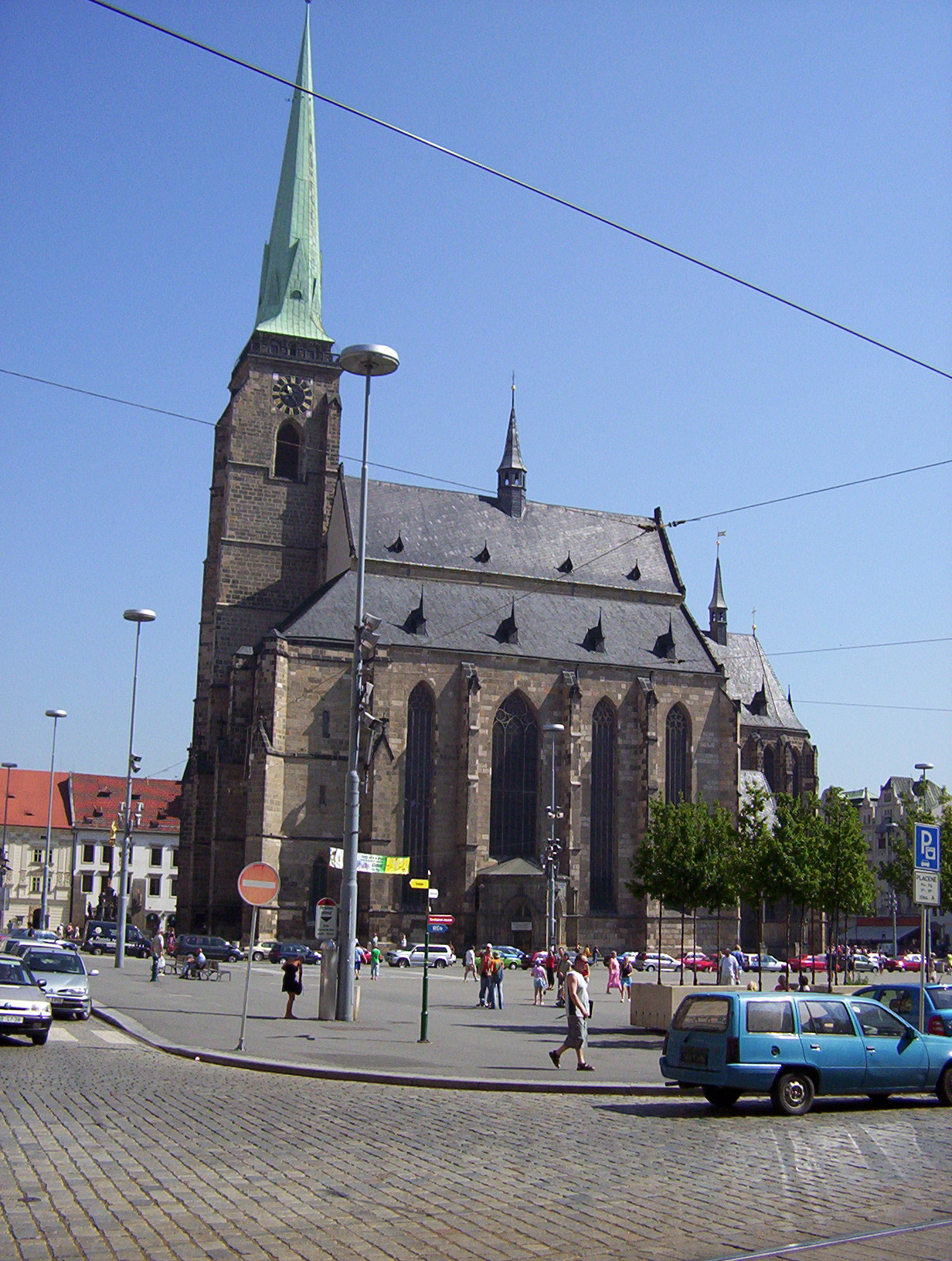
Het Náměstí Republiky met de St. Bartholomeüskathedraal.

Het Náměstí Republiky (letterlijke vertaling: Plein van de Republiek) is het centrale plein van de Tsjechische stad Pilsen. Vroeger heette het plein 'Velké Náměstí' (Groot Plein). Met een grootte van 139 bij 193 meter is het een uitzonderlijk groot plein.
Veel van de belangrijkste bezienswaardigheden van de stad zijn gelegen aan het Náměstí Republiky, waarvan de meest in het oog springende de St. Bartholomeüskathedraal is. Verder is het gemeentehuis aan het plein gevestigd, alsmede het Keizerlijk Huis (Císařský dům) van keizer Rudolf II. Dit laatste gebouw heeft de functie van toeristisch informatiecentrum.